# Normalisierungshypothese
Die Normalisierungshypothese bezieht sich in der Politikwissenschaft auf das Phänomen der sinkenden Wahlbeteiligung in der Bundesrepublik Deutschland.
Obwohl in den 1950er und 1960er Jahren knapp 50 Prozent der Deutschen wenig bis gar nicht politikinteressiert waren, gingen weit über 80 Prozent der Bundesbürger wählen. Im internationalen Vergleich ist das eine sehr hohe Beteiligung. Demnach ist die  sinkende Wahlbeteiligung nach Roth (1992: 61) als Normalisierung zu betrachten. Die Wahl verliert ihren Pflichtcharakter und der Wahlgang damit seine Selbstverständlichkeit.